# Октябрьский район (Калмыкия)
Октя́брьский райо́н (калм. Октябрин улс) — административно-территориальная единица в составе Республики Калмыкия Российской Федерации, в границах которой образован муниципальный район Октя́брьское районное муниципальное образование.
Административный центр — посёлок Большой Царын (калм. Ик Царң — Большой луг).

## География
Площадь территории района — 3 686 км², в том числе земли сельскохозяйственного назначения — 3421,5 км², из них пашня — 525,2 км², пастбища — 2819,6 км². Расстояние от районного центра до г. Элиста — 276 км.
Территория района расположена в северной части республики в Прикаспийской низменности.
Район входит в полупустынную природную зону, характеризуется континентальным засушливым климатом, в жарком и умеренно жарком подрайонах сухого агроклиматического пояса.
Рельеф района представляет собой слабо-широковолнистую равнину. Волнистость рельефа обусловлена большим распространением степных и лиманных понижений. В районе встречаются бурые полупустынные солонцеватые почвы, солонцы полупустынные типичные, солончаки, пески.
Район граничит на востоке с Астраханской областью, на северо-западе — с Малодербетовским, на юго-западе — с Кетченеровским и на юге — с Юстинским районами.

## История
Район образован в соответствии с Указом Президиума Верховного Совета РСФСР от 25 августа 1977 года, принятым в целях реализации постановления ЦК КПСС и Совета Министров СССР от 6 мая 1977 года № 354 «О мерах по дальнейшему развитию рисосеяния и кормопроизводства в Сарпинской низменности Калмыцкой АССР» за счёт части территории Малодербетовского (совхозы «Восход», «Калмыцкий», «50 лет Октября», Калмыцкая опытно-мелиоративная станция), Приозёрного (совхоз «Приозёрный») и Юстинского районов (совхозы «Иджил» и «Барун»).
В 1988 году территория Барунского сельсовета была передана Юстинскому району. Площадь района составила современные 3 681 км².

## Население
| 1979   | 1989    | 2000    | 2002  | 2008  | 2009  | 2010  | 2011  | 2012  |
| ------ | ------- | ------- | ----- | ----- | ----- | ----- | ----- | ----- |
| 12 124 | ↗12 633 | ↘11 036 | ↘9213 | ↘9083 | ↘8999 | ↗9438 | ↘9434 | ↘9225 |
| 2013   | 2014    | 2015    | 2016  | 2017  | 2018  | 2019  | 2020  | 2021  |
| ↘9125  | ↘8896   | ↘8767   | ↘8636 | ↘8536 | ↘8370 | ↘8179 | ↘8106 | ↘7878 |
| 2024   |         |         |       |       |       |       |       |       |
| ↘7654  |         |         |       |       |       |       |       |       |

Согласно прогнозу Минэкономразвития России, численность населения будет составлять:
- 2024 — 7,91 тыс. чел.
- 2035 — 6,63 тыс. чел.

Распределение населения
Распределение населения района
 Большой Царын (58,1 %) Восход (11,37 %) Иджил (9,16 %) Цаган-Нур (10,79 %) Мирный (6,05 %) Остальные (4,53 %)
Территория района заселена неравномерно. Наибольшая концентрация населенных пунктов наблюдается в северной и южной части района. При этом свыше 60 % населения проживает в районном центре (посёлке Большой Царын)
Изменение доли районного центра в численности населения района за 1979—2010 гг. по данным всероссийских и всесоюзных переписей:
Национальный состав
По данным Всероссийской переписи населения 2010 года:
| Национальность | Численность (чел.) | Процентное соотношение |
| -------------- | ------------------ | ---------------------- |
| Калмыки        | 6 165              | 65,32%                 |
| Русские        | 1 711              | 18,12%                 |
| Корейцы        | 681                | 7,22%                  |
| Чеченцы        | 137                | 1,45%                  |
| Даргинцы       | 130                | 1,38%                  |
| Украинцы       | 80                 | 0,85%                  |
| Казахи         | 72                 | 0,76%                  |
| Татары         | 48                 | 0,51%                  |
| Другие         | 414                | 4,39%                  |
| Всего          | 9 438              | 100,00%                |

По итогам переписи населения 2020 года проживали следующие национальности (национальности менее 0,1 % и другое см. в сноске к строке «Другие»):
| Национальность | Численность, чел. | Доля     |
| -------------- | ----------------- | -------- |
| Калмыки        | 5415              | 68,74 %  |
| Русские        | 1304              | 16,55 %  |
| Корейцы        | 456               | 5,79 %   |
| Даргинцы       | 114               | 1,45 %   |
| Чеченцы        | 112               | 1,42 %   |
| Казахи         | 47                | 0,60 %   |
| Агулы          | 44                | 0,56 %   |
| Украинцы       | 43                | 0,55 %   |
| Татары         | 32                | 0,41 %   |
| Лезгины        | 28                | 0,36 %   |
| Башкиры        | 26                | 0,33 %   |
| Кумыки         | 25                | 0,32 %   |
| Чуваши         | 22                | 0,28 %   |
| Узбеки         | 20                | 0,25 %   |
| Немцы          | 16                | 0,20 %   |
| Мордва         | 13                | 0,17 %   |
| Грузины        | 12                | 0,15 %   |
| Азербайджанцы  | 10                | 0,13 %   |
| Литовцы        | 9                 | 0,11 %   |
| Коми-пермяки   | 9                 | 0,11 %   |
| Белорусы       | 8                 | 0,10 %   |
| Другие         | 113               | 1,42 %   |
| Итого          | 7878              | 100,00 % |

## Административное устройство
В Октябрьском районе 12 населённых пунктов в составе 7 сельских поселений:
| № | Сельские поселения                                 | Административный центр | Количество населённых пунктов | Население | Площадь, км² |
| - | -------------------------------------------------- | ---------------------- | ----------------------------- | --------- | ------------ |
| 1 | Большецарынское сельское муниципальное образование | посёлок Большой Царын  | 1                             | ↘4447     |              |
| 2 | Восходовское сельское муниципальное образование    | посёлок Восход         | 2                             | ↘730      |              |
| 3 | Джангарское сельское муниципальное образование     | посёлок Джангар        | 1                             | ↗450      |              |
| 4 | Иджилское сельское муниципальное образование       | посёлок Иджил          | 2                             | ↗540      |              |
| 5 | Мирненское сельское муниципальное образование      | посёлок Мирный         | 1                             | ↘463      |              |
| 6 | Хошеутовское сельское муниципальное образование    | посёлок Хошеут         | 1                             | ↗403      |              |
| 7 | Цаган-Нурское сельское муниципальное образование   | посёлок Цаган-Нур      | 4                             | ↗845      |              |

### Населённые пункты
В сносках к названию населённого пункта указана административно-территориальная принадлежность

| Большой Царын | ↘4447 |
| Восход        | ↘870  |
| Иджил         | ↘701  |
| Цаган-Нур     | ↗826  |

| Мирный   | ↘463 |
| Джангар  | ↗450 |
| Хошеут   | ↗403 |
| Северный | ↘45  |

| Чарлакта     | ↘49 |
| Босхачи      | ↘42 |
| Лиджин Худук | ↘15 |
| Шарлджин     | ↘14 |

### Упразднённые населённые пункты
- Мирненское сельское муниципальное образование — посёлок Дружный
- Хошеутовское сельское муниципальное образование — посёлок Октябрьский

## Экономика
Экономика Октябрьского района ориентирована на сельское хозяйство. В структуре сельского хозяйства преобладают мясо-молочное производство, зерновое производство (рис). Сельскохозяйственная продукция перерабатывается на предприятиях п. Большой Царын.
Крупные промышленные предприятия на территории района отсутствуют, производства района представлены мелкими перерабатывающими цехами (хлебобулочные изделия и точки по обработки сырья рисоводческого комплекса).

## Известные уроженцы Октябрьского района
- Каляев Санджи Каляевич — советский калмыцкий писатель, фольклорист, переводчик, литературовед, драматург, народный поэт Калмыкии, один из основателей современной калмыцкой литературы.
- Санджиров Николай Мартынович — герой Советского Союза, участник Великой Отечественной войны.
- Хонинов Михаил Ванькаевич — советский калмыцкий поэт, прозаик, драматург, переводчик, общественный деятель, участник Великой Отечественной войны, участник партизанскогодвижения в Белоруссии.
- Боков Виталий Васильевич — Руководитель общественной организации по возрождению и развитию калмыцкой культуры «ИТКЛ»

## Достопримечательности
- Храм Великой Победы — построен 11 октября 2002 года;
- Парк «Победы» — построен В 2005 году к 60-летию дня Победы;
- Памятник Б. Б. Городовикову.